# Wong Kei-ying

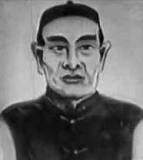
Pintura de Wong Kei-ying

Wong Kei-ying, también conocido como Wong Kai-ying o Huang Qiying (黃麒英 | cantonés: Wong Kei-ying | mandarín: Huáng Qíyīng ) era un maestro de artes marciales chino, fallecido en 1886.

## Datos biográficos
Wong, discípulo durante diez años de Luk Ah-choi y especializado en la técnica Hung Gar, fue uno de los miembros de los Diez Tigres de Guangdong, reputado médico de Guangdong y más tarde, padre del famoso maestro Wong Fei-hung.

## Wong Kei-ying en el cine
El personaje de Wong Kei-ying se hizo popular, ante todo, por la serie cinematográfica de Érase una vez en China (1991-96), donde estaba interpretado por Lau Shun y por Donnie Yen en la precuela de la serie, titulada El mono de hierro. 
Chiang Yang lo encarnó en la película El desafío de los maestros (1976) de Liu Chia-liang. 
Jimmy Wang Yu hizo una breve aproximación al personaje en El tren de los millonarios (1986) de Sammo Hung.
Ti Lung lo interpretó en La leyenda del luchador borracho (1994) de Liu Chia Liang y Jackie Chan.